# Jogos do Mediterrâneo de 1951
Os I Jogos do Mediterrâneo aconteceram em Alexandria no Egito, de 5 a 20 de outubro de 1951. Foi assistido pelo Rei Faruk e de seu primo Mohamed Tahel Pacha, fundador dos jogos.
A primeira edição dos jogos contou com 743 desportistas que representaram os dez países fundadores da competição. A Itália venceu no número de medalhas, porém a França, segunda colocada, conquistou mais medalhas de Ouro, seguida pelo Egito que ficou na terceira posição.

## Quadro de medalhas
| Colocação | País       | Ouro | Prata | Bronze | Total |
| --------- | ---------- | ---- | ----- | ------ | ----- |
| 1º        | França     | 29   | 11    | 5      | 45    |
| 2º        | Itália     | 27   | 21    | 14     | 62    |
| 3º        | Egito      | 22   | 26    | 17     | 65    |
| 4º        | Turquia    | 10   | 3     | 7      | 20    |
| 5º        | Grécia     | 4    | 9     | 8      | 21    |
| 6º        | Iugoslávia | 3    | 5     | 7      | 15    |
| 7º        | Espanha    | 2    | 4     | 5      | 11    |
| 8º        | Líbano     | 0    | 5     | 14     | 19    |
| 9º        | Síria      | 0    | 3     | 10     | 13    |